# 東京理科大学山口短期大学
東京理科大学山口短期大学（とうきょうりかだいがくやまぐちたんきだいがく、英語: Science University of Tokyo,Yamaguchi College）は、山口県小野田市大学通1-1-1に本部を置いていた日本の私立大学である。1987年に設置され、1996年に廃止された。大学の略称は短大。

## 概要

### 大学全体
- 山口県小野田市[注 1]に所在した日本の私立短期大学で、設置主体は学校法人東京理科大学。
- 1987年に学科数2、入学総定員200名体制で開学[1]。
- 1994年度の入学生を最後に[注釈 2]、1996年に短期大学としての使命を終える[4]。

### 建学の精神（校訓・理念・学是）
- 「理学の普及をもって国運発展の基礎となす」

### 教育および研究
- 東京理科大学山口短期大学に設置されていた学科の一つである生産電子工学科では情報システム技術、材料工学科では材料の構造と性質に関する科目がそれぞれ中心となっていた。

### 学風および特色
- 本学は山口県・小野田市・宇部市の誘致により学校法人東京理科大学が設置した。「公私協力方式」によって創設された短大である。
- 開学当初は暫定的に山口大学との兼任教員が多かったが、徐々に専任教員中心になった。

## 沿革
- 1986年
  - 4月1日 東京理科大学山口短期大学構想が動き出す[5]。
  - 10月 1987年4月の開学を目指すことが公表される[6]
  - 12月23日 左記を以て文部省[注 3]より短期大学の設置が認可される[7]。
- 1987年
  - 4月1日 東京理科大学山口短期大学が以下の学科体制にて開学する。入学定員は以下のとおり[8]。
    - 生産電子工学科 入学定員120名
    - 材料工学科 入学定員80名
- 1991年
  - 4月1日 生産電子工学科の入学定員を120[9]→180[10]に増員[11]。
- 1994年
  - 4月1日 この年度をもって学生募集が終了となる[注釈 2]。
- 1996年
  - 11月19日 左記をもって正式廃止[4]。

## 基礎データ

### 所在地
- 山口県小野田市大学通1－1－1[注釈 1]

### 象徴
- 東京理科大学諏訪短期大学を参照。

## 教育および研究

### 組織

#### 学科
- 生産電子工学科 入学定員180名
- 材料工学科 入学定員80名

#### 専攻科
- なし

#### 別科
- なし

#### 年度別学生数
- 1987年度以降はその該当年度の5月1日時点でのデータである.

| 年度   | 生産電子工学科 | 材料工学科 | 出典   |
| ------ | -------------- | ---------- | ------ |
| 1987年 | 男93 女37      | 男69 女10  | [ 12 ] |
| 1988年 | 男161 女82     | 男105 女25 | [ 13 ] |
| 1989年 | 男193 女106    | 男135 女44 | [ 14 ] |
| 1990年 | 男237 女108    | 男181 女57 | [ 15 ] |
| 1991年 | 男235 女123    | 男151 女58 | [ 16 ] |
| 1992年 | 男241 女171    | 男127 女63 | [ 17 ] |
| 1993年 | 男235 女160    | 男114 女57 | [ 18 ] |
| 1994年 | 男230 女117    | 男108 女54 | [ 19 ] |
| 1995年 | 男129 女56     | 男57 女25  | [ 20 ] |

## 大学関係者と出身者

### 大学関係者
- 橘高重義本短大学長を歴任。[注 4]

### 出身者
- 木村真三：放射線衛生学者：ウクライナ・ジトーミル国立農業生態学大学名誉教授

## 大学の組織
- 東京理科大学山口短期大学の同窓会は、東京理科大学と同様「理窓会」と称する。

## 施設

### キャンパス
- 当時の敷地面積は66,000m2で、うち校舎面積はおよそ8,200m2となっていた。
- 1号館・2号館・3号館・厚生棟が置かれていた。

### 学生食堂
- 東京理科大学山口短期大学の学生食堂（学食）は、厚生棟と呼ばれる校舎にあった。

### 寮
- 女子学生寮が学内に設置されていた[22]。

## 対外関係

### 系列校
- 東京理科大学
- 東京理科大学諏訪短期大学

## 卒業後の進路について

### 就職について
- 就職者の概ね大半が、企業の技術職に就いていた[22]。

### 編入学・進学実績
- 主に東京理科大学への編入学実績があった。例えば1991年においては生産電子工学科で15名、材料工学科で16名がそれぞれ基礎工学部・理学部Ⅰ部・理学部Ⅱ部・工学部・理工学部に編入学している。
- 若干名ながら山口大学など他大学への編入学実績もあった。